# 고양이 애호가 관리 협회
고양이 애호가 관리 협회(Governing Council of the Cat Fancy, GCCF)는 1910년에 설립된 고양이 등록 기관으로, 영국에서 가장 큰 규모의 고양이 등록 기관이다. 초창기, 고양이를 등록하고 있던 소수의 고양이 단체로부터 형성되었다. 150여 개의 회원 단체를 보유하고 있으며, 전문 브리더 클럽과 특정 지역 관할하는 지역 클럽을 포함한다. GCCF는 2010년 11월 5일 주식회사가 되었다. 연 135회 정도의 공연과 제휴 클럽이 진행하는 캣쇼를 허가하고 있다. 이 쇼에서 보여지는 혈통 고양이들은 챔피언, 그랜드 챔피언, 임페리얼 그랜드 챔피언, 올림피아누스 타이틀을 얻을 수 있다. 후자는 동, 은, 금의 3단계가 있다. 중성화된 고양이의 경우 챔피언이라는 단어는 프리미어(Premier)로 대체된다.

## 같이 보기
- 고양이의 품종 목록